# Spellen
Spellen ist der älteste Stadtteil der Stadt Voerde am Niederrhein im Kreis Wesel im Land Nordrhein-Westfalen und zählt 4.530 Einwohner (Stand Dezember 2024).
Spellen wurde erstmals im Jahre 777 urkundlich im goldenen Buch der Abtei Echternach erwähnt. Dort heißt es „im Gau Spellen, wo die Lippe in den Rhein fließt“. Besonderes Baudenkmal des Ortes ist die katholische Kirche St. Peter, deren Pfarrgemeinde auf eine mehr als 1200-jährige Geschichte zurückblicken kann. Der Glockenturm der evangelischen Kirche (weiße Außenfarbe) wurde nach der Zerstörung im Zweiten Weltkrieg nicht wieder aufgebaut, er ist heute nur noch 15 Meter hoch.
2000 wurde der Dorfplatz umgebaut. Dort ist jetzt neben verschiedenen Geschäften auch eine Einrichtung für behinderte Menschen. Spellen besitzt auch ein Seniorenheim mit angegliederten Häusern für seniorengerechtes Wohnen.
Die Gemeinde Spellen wurde zusammen mit den Bauerschaften Emmelsum, Gest, Mehrum und Ork im Zuge der Kommunalreform 1922 Teil der damaligen Gemeinde und heutigen Stadt Voerde. Der Bahnhof Spellen lag an der Bahnstrecke Oberhausen–Walsum–Wesel (Walsumbahn).

## Persönlichkeiten
- Judith Schulte-Loh (* 1959), Hörfunk- und Fernsehmoderatorin und Journalistin

Karte von 1898
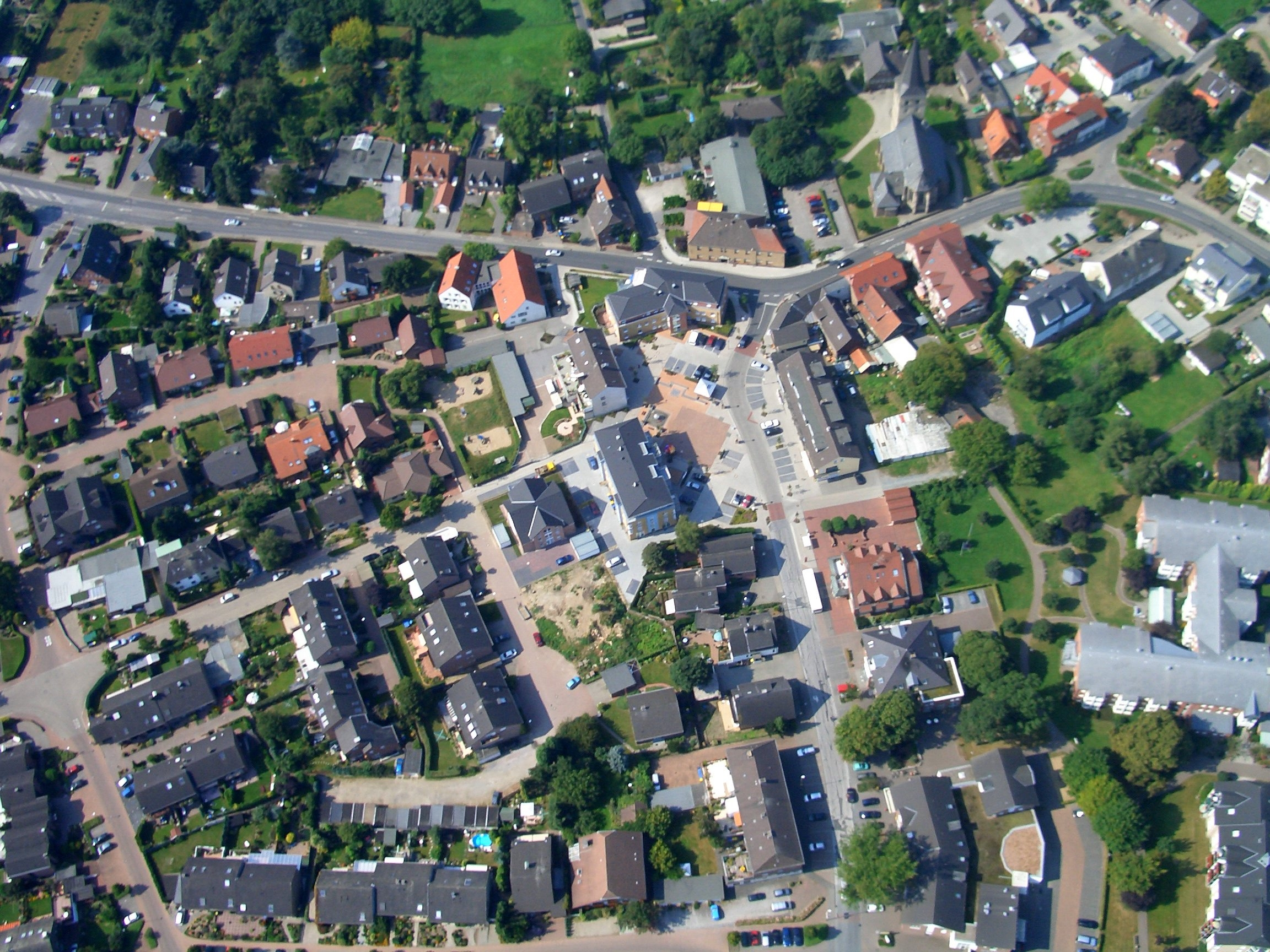
Dorfmitte Spellen – Luftansicht 2005
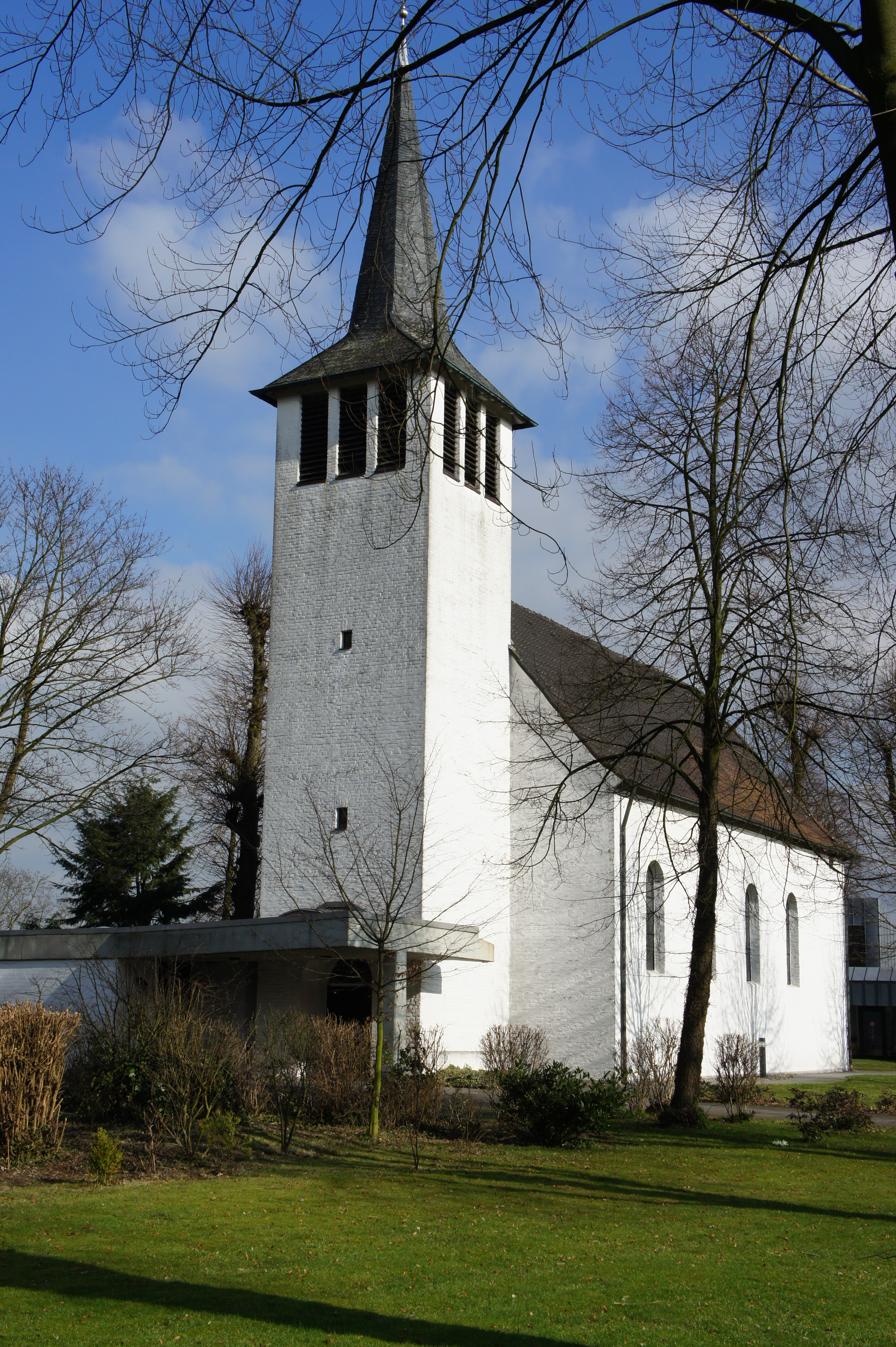
Evangelische Kirche Spellen